# Comuna Ringsted
Ringsted (Ringsted Kommune) este o comună din regiunea Sjælland, Danemarca, cu o suprafață totală de 295,17 km² și o populație de 34.725 locuitori (2019).

## Personalități născute aici
- Frederik Vermehren (1823 - 1910), pictor.